# Avatha noctuoides
Avatha noctuoides är en fjärilsart som beskrevs av Achille Guenée 1852. Avatha noctuoides ingår i släktet Avatha och familjen nattflyn. Inga underarter finns listade i Catalogue of Life.